# Malena Ernman
Malena Ernman (Upsala, 4 de noviembre de 1970) es una cantante lírica sueca con tesitura de mezzosoprano. A lo largo de su trayectoria se ha especializado en óperas y operetas, siendo miembro de la Real Academia Sueca de Música. En 2009 representó a Suecia en el Festival de Eurovisión con la canción de pop operístico «La Voix». Es madre de la activista medioambiental Greta Thunberg.

## Biografía
Malena Ernman nació en Upsala y pasó toda su infancia en Sandviken, en la provincia de Gävleborg. A los seis años comenzó su formación musical como miembro de un coro infantil, y tras completar la educación básica se marchó a Estocolmo para especializarse como mezzosoprano en la Real Academia Sueca de Música. Completó sus estudios con cursos en la Ópera Real de Estocolmo y en el Conservatorio de Música de Orleans (Francia).
Está casada con el actor Svante Thunberg y ha tenido dos hijas: Greta y Beata. A lo largo de su vida se ha significado en la lucha contra el cambio climático y ha apoyado causas como el derecho de asilo.

## Trayectoria musical
Debutó en 1997 como mezzosoprano representando a la Princesa Cecilia en la ópera Liten Karin, compuesta originalmente por Ivar Hallström. Un año más tarde se estrenó en la Ópera Real con un papel principal en El barbero de Sevilla, alabado por la crítica especializada. A partir de ahí fue contratada para actuar en los principales teatros y festivales musicales de Europa, incluyendo la Staatsoper, el Festival de Salzburgo y el Gran Teatro del Liceo.
En 2008 se presentó al Melodifestivalen 2009, el festival de la canción con el que la televisión pública sueca elige a su representante para el Festival de Eurovisión. La artista presentó el tema de pop operístico «La Voix», compuesto junto con Fredrik Kempe, y cuya letra estaba escrita en inglés y francés. Aunque no partía entre las favoritas, en la final sumó 182 puntos (entre ellos la máxima puntuación del televoto) que le valieron para alzarse con la victoria a pesar de la pobre valoración del jurado. Ya como representante de Suecia en la edición de 2009, «La Voix» se clasificó el 12 de mayo en 4.ª posición para la final y allí quedó en el puesto 21.º, con 33 puntos.
Después de Eurovisión, Malena Ernman recibió el título honorífico de Hovsångerska (en español: cantante de la corte) por parte del rey Carlos XVI Gustavo en 2010. La artista ha continuado siendo una de las principales divas operísticas de comienzos del siglo XXI, interpretando obras a nivel nacional e internacional.

## Obras seleccionadas
- 2000: Nerón - Agripina (Händel)
- 2003: Diana - La Calisto (Cavalli)
- 2003: Licas - Hércules (Händel)
- 2005: Julie - Julie (Philippe Boesmans)
- 2007: Cherubino - Las bodas de Fígaro (Mozart)
- 2008: Dido - Dido y Eneas (Henry Purcell)
- 2009: Angelina - La Cenicienta (Rossini)
- 2010: Idamante - Idomeneo, rey de Creta (Mozart)
- 2010: Ino - Sémele (Händel)
- 2010: Nicklausse - Los cuentos de Hoffman (Offenbach)
- 2011: Eduige - Rodelinda (Händel)
- 2011: Serse - Serse (Händel)
- 2012: Elena - La dama del lago (Rossini)